# Диапроектор
Диапрое́ктор, сла́йд-прое́ктор — разновидность проекционного аппарата для демонстрации диапозитивов, и других прозрачных носителей неподвижного изображения. Название оптического прибора означает использование диапроекции с помощью проходящего света, тогда как эпипроекция основана на использовании света, отражённого от непрозрачных оригиналов. Наибольшую популярность диапроектор приобрёл во второй половине XX века.
В СССР выпускались диапроекторы «Этюд», «Свет», «Свитязь», «Альфа 35-50», «Экран», «Спутник», «Протон» и другие.
Разновидность диапроекторов, предназначенная для просмотра диафильмов, называется «фильмоскоп».
Вместо механизма автоматической смены слайдов оснащается фильмовым каналом с фрикционным устройством перемотки диафильма.

## Устройство диапроекторов
Важнейшей частью любого проектора является осветительная система, от которой зависит яркость изображения на экране и её равномерность. Большинство диапроекторов строится на основе конденсорной системы освещения, обеспечивающей наиболее высокую эффективность использования светового потока лампы. В качестве источника света до середины 1980-х годов использовались лампы накаливания, предназначенные для узкоплёночных кинопроекторов, но позднее более широкое распространение получили галогенные и металлогалогенные лампы. В зависимости от класса диапроектора мощность ламп может варьироваться от 100 до 250 Ватт, а в профессиональных образцах, рассчитанных на большой экран и формат слайда, она может достигать нескольких Киловатт. Позади лампы устанавливается параболический отражатель, снижающий световые потери, исключение составляют галогенные лампы с встроенным отражателем.
По сравнению с кинопроекторами, позволяющими получать большие световые потоки и яркое изображение на экранах размером в десятки метров, световая мощность диапроекторов ограничена. Это необходимо, поскольку в отличие от киноплёнки, движущейся с большой скоростью мимо кадрового окна, диапозитив испытывает тепловое воздействие света длительное время. Для дополнительного предохранения слайдов от перегрева и коробления перед конденсором устанавливается теплофильтр, поглощающий значительную часть инфракрасного излучения. Из-за интенсивной теплоотдачи лампа и вся осветительная система нуждаются в охлаждении, для которого используется мощный вентилятор. Дополнительной мерой отвода тепла может служить интерференционное покрытие отражателя.
Осветительная система рассчитана таким образом, что изображение тела накала лампы строится конденсором в плоскости входного зрачка проекционного объектива, фокусировка которого осуществляется вращением оправы вручную или специальным механизмом с электроприводом. Современные диапроекторы имеют устройство автоматической фокусировки, обеспечивающее резкую проекцию всех слайдов, компенсируя разную степень их коробления. В большинстве моделей среднего класса («Альфа 35-50», «Диана-207») доступна ручная фокусировка при помощи дистанционного управления, предназначенного главным образом для запуска механизма смены слайда. Некоторые зарубежные диапроекторы оснащались зум-объективами небольшой кратности, позволяющими незначительно изменять размер изображения на экране без перемещения проектора.
Профессиональные модели диапроекторов имеют устройство синхронизации с магнитофоном или другим источником звука, поскольку показ слайд-шоу может сопровождаться музыкой или дикторским текстом. При этом дополнительно записывается сигнал для автоматической смены слайда в соответствии с программой показа. За рубежом выпускались диапроекторы, рассчитанные на попарную установку для плавного перехода между слайдами, а также диапроекторы с двумя объективами и осветительными системами (например, «Rolleivision Twin MSC-300») для тех же целей. Переход между слайдами осуществляется плавным изменением яркости ламп при одновременной проекции двух изображений. Часть советских диапроекторов оснащалась дополнительным модулем для показа диафильмов, делая прибор универсальным.
Харьковским производственным машиностроительным объединением «ФЭД» выпускался в небольшом количестве стереофотоаппарат «ФЭД-Стерео», предназначенный для любительской и профессиональной стереоскопической съёмки на чёрно-белую и цветную фотоплёнку типа 135. Для просмотра стереоскопических диапозитивов формата 24×30 мм выпускался в небольшом количестве специальный диапроектор и стереоскопические очки. Стереопара монтировалась в сдвоенную рамку размером 5×10 см. При проекции использовалась поляризация светофильтрами, установленными перед объективами и в очках.

## Диамагазин
В автоматических диапроекторах для хранения диапозитивов используются сменные диамагазины коробчатой или кольцевой конструкции. Слайды в рамках вставляются в ячейки магазина, из которых могут легко извлекаться толкателем диапроектора, а затем вдвигаться обратно. Смена слайда происходит после перемещения магазина на шаг одной ячейки. Редактирование слайд-фильма осуществляется установкой слайдов в ячейках диамагазина в соответствии с порядком их демонстрации на экране. Скомпонованные слайд-шоу могут храниться в специально отведённых диамагазинах, продающихся отдельно от проектора.
Конструкция диамагазина зависит от формы лотка проектора и устройства толкателя смены слайдов, поэтому магазины разных систем чаще всего невзаимозаменяемы. В то же время, различные диапроекторы могут быть рассчитаны на один и тот же тип диамагазинов. Существуют несколько стандартов, использующихся разными производителями диапроекторов, и отличающихся профилем корпуса и ориентацией ячеек для слайдов. Наиболее распространёнными, в том числе в СССР, были коробчатые диамагазины типа «DIN 108» ёмкостью 36 или 50 малоформатных слайдов. Некоторые отечественные диапроекторы (например, «Свитязь-М», «Протон») проектировались под другой распространённый стандарт «Braun Paximat» такой же ёмкости.
Наиболее удобными считаются кольцевые магазины, применяемые в карусельных диапроекторах (например, «Kodak Ektagraphic IIIA», «Пеленг-800 АФ»). Кольцевые магазины самого распространённого стандарта Kodak устанавливаются горизонтально сверху проектора и вмещают 80 слайдов. Диамагазины кольцевого типа выпускаются и для обычных диапроекторов с открытым лотком. В этом случае магазин располагается вертикально на месте штатного коробчатого. Проекторы с кольцевыми магазинами могут работать без перезарядки неограниченное время и обеспечивают автоматический показ слайдов на массовых мероприятиях и дискотеках.
Смена слайда в диапроекторах может производиться специальным толкателем вручную или электроприводом автоматически. В обоих случаях при выдвижении слайда из проектора свет от лампы перекрывается шторкой, совмещённой с толкателем, предотвращая вспышку на экране. Последний запускается кнопкой на корпусе или с пульта дистанционного управления. В качестве привода чаще всего используется электродвигатель вентилятора. В советских диапроекторах традиционным был проводной пульт. В наиболее совершенных моделях предусмотрен программируемый таймер, автоматически меняющий слайды через равные интервалы времени.

## Применение диапроекторов
До появления современных видеопроекторов и светодиодных экранов диапроекторы были единственным способом создания экранного шоу. Большинство типов диапроекторов были рассчитаны на диапозитивы в стандартных рамках размером 50×50 мм, изготовленных из тонкого картона или пластмассы. Слайд-шоу, составленные из таких диапозитивов, стали в большинстве стран одним из наиболее популярных семейных развлечений, благодаря распространению цветных обращаемых фотоплёнок в начале 1960-х годов.
В СССР демонстрация слайд-фильмов получила распространение позднее, когда в свободной продаже появились фотоплёнки ORWOCHROM производства ГДР. В отличие от западных стран с налаженной сетью обработки фотоматериалов, в Советском Союзе такие услуги для населения были редкостью и встречались только в крупных городах. Поэтому проявка слайдов осуществлялась фотолюбителями самостоятельно при помощи наборов химикатов, продававшихся вместе с плёнками. Покупку диапроектора среднего и высшего классов могли себе позволить немногие из-за высокой стоимости в 150—250 рублей. Поэтому, чаще всего просмотры устраивались в клубах или объединениях «слайдистов» диапроекторами, принадлежащими организациям. Кроме слайд-фильмов собственного изготовления были доступны готовые наборы слайдов на обучающую тематику, главным образом об искусстве, музеях, истории, географии и на производственную тематику.
Учебные диапозитивы широко применялись в школах, техникумах и ВУЗах.
Учебные диафильмы и диапозитивы иногда самостоятельно изготавливались студентами-фотолюбителями (студенческая научная работа на кафедрах, студенческом научном обществе, факультативы). Подобное творчество было взаимовыгодным: с одной стороны ВУЗ получал в своё распоряжение учебный диафильм, с другой стороны студенту могла быть предоставлена возможность облегченной сдачи экзамена (по договорённости с кафедрой).
В отдельных случаях диапроектор мог быть использован для фотопечати «сверхувеличений» вместо фотоувеличителя.
Более мощные модели диапроекторов (например, «Kindermann Diafocus 66T», «Rollei Rolleivision 66AV» или «Киев-66 Универсал») кроме просмотра малоформатных слайдов на 35-мм плёнке позволяют демонстрировать и среднеформатные 4,5×6 и 6×6 см в рамках размером 70×70 мм. Из-за больших размеров кадра такие рамки снабжались стеклом, предохраняющим слайд от коробления. Аппарат «Hasselblad PCP-80» этого же формата с карусельным магазином позволял корректировать искажения при косой проекции смещением объектива. Диапроекторы профессионального назначения рассчитаны на крупноформатные диапозитивы размером до 24×24 см, и как правило, рассчитаны на большой экран, поскольку допускают установку мощного источника света за счёт увеличенной площади кадра. Такие устройства способны давать яркое изображение размером со стену многоэтажного здания. Например, диапроектор «Kinoton», оснащённый ксеноновой лампой мощностью 6,5 киловатт, обеспечивал размер изображения до 12×16 метров. Для предотвращения порчи слайда прибор снабжался системой охлаждения, состоящей из 4 вентиляторов и теплоотражающего покрытия шестилинзового конденсора. В СССР выпускались профессиональные диапроекторы, например ДПТ-2,5 с металлогалогенной газоразрядной лампой, пригодные для проекции слайдов на киноэкран. В начале 1980-х годов появились многочисленные устройства, совмещающие диапроектор с кинопроектором, позволяя комбинировать на экране изображение с киноплёнки и диапозитива.
В 1980-х годах с ростом популярности дискотек, диапроекторы начали использовать для проведения слайд-шоу, дополняющих музыку и создающих клубную атмосферу. За рубежом диапроекторы использовали для проведения презентаций новой продукции в рекламных целях. При этом могли устраиваться полиэкранные слайд-шоу с музыкальным сопровождением, для чего выпускались профессиональные модели с большой мощностью осветительной системы и высоким уровнем автоматизации. Для организации полиэкранных слайд-шоу создавались специальные системы, предназначенные для автоматического управления показом. Так, английская компания Electrosonic Ltd. выпускала систему «Multivision ES 3003», способную поддерживать более 50 проекторов «Kodak Carousel S-A V2020». С помощью системы устраивались масштабные полиэкранные шоу, например представление Holland Happening в Амстердаме, где 42 диапроектора проецировали слайды на экран размером 15×2,5 метра или шоу Singapore Experience в Сингапуре с 56 проекторами.
Развитие современных средств отображения мультимедиа и вытеснение фотоплёнки цифровой фотографией привели к отказу от диапроекторов в большинстве сфер, особенно индивидуального использования. Большинство производителей диапроекторов прекратили их выпуск: Kodak остановил производство в октябре 2004 года. На сегодняшний день диапроекторы используются только для узких профессиональных задач, дополняя современные устройства.
Некоторое распространение диапроекторы нашли в кинопроизводстве для проекции фотографий, использующихся в качестве фона при рирпрекции, а также в качестве дополнения театральных декораций. В этих случаях используются мощные диапроекторы со специальной осветительной системой на основе дуговых ламп и большим форматом диапозитивов.
Некоторые фотолюбители используют диапроекторы для оцифровки собственных архивов слайдов. Такая технология даёт гораздо более низкое качество изображения, чем фильм-сканер, но избавляет от покупки дорогостоящего устройства. Принцип аналогичен оцифровке любительских киноплёнок при помощи видеокамеры и кинопроектора, поскольку в домашних условиях телекинопроектор недоступен.